# Teorema de Norton

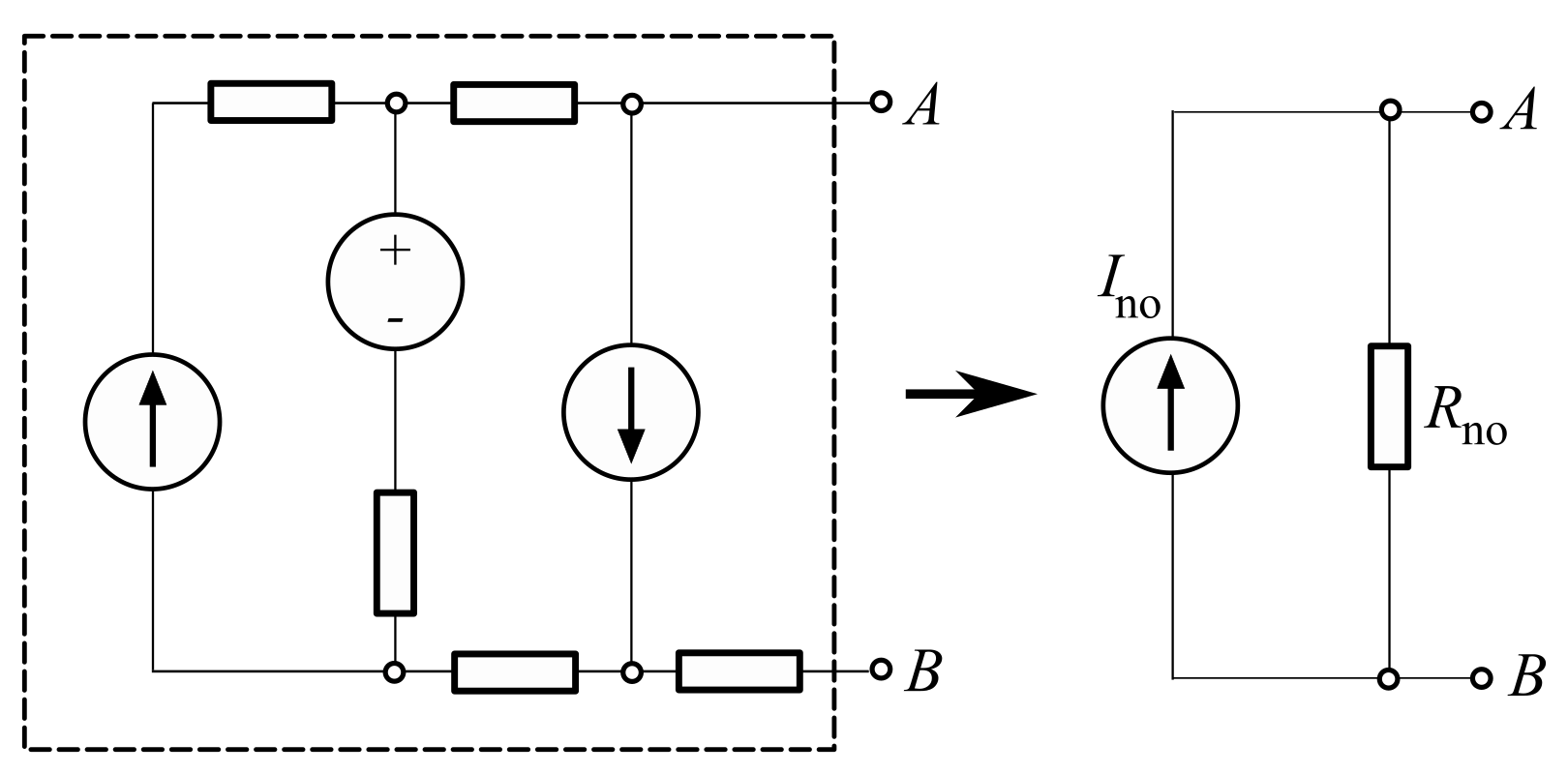
Caixa negra que conté només resistències i "les fonts de tensió i corrent es poden substituir per un circuit equivalent" que consisteix en una font de corrent equivalent en connexió en paral·lel amb una resistència equivalent

El teorema de Norton per xarxes elèctriques enuncia que qualsevol conjunt de fonts de voltatge i resistències amb dos terminals és elèctricament equivalent a una font de corrent elèctric I en paral·lel, amb una única resistència R. Per sistemes amb una única freqüència alterna, el teorema també pot aplicar-se a impedàncies en general, no només a resistències. El teorema fou publicat el 1926 per l'enginyer Edward Lawry Norton (1898-1983), dels Laboratoris Bell.

## Càlcul del circuit equivalent
Per a calcular el circuit equivalent:
1. Canvieu la càrrega del circuit per un curtcircuit.
2. Calculeu el corrent a través d'eix de connexió, I, amb les fonts d'alimentació originals.
3. Ara canvieu les fonts de voltatge per curtcircuits i les fonts de corrent per circuits oberts.
4. Canvieu la càrrega del circuit per un òhmetre imaginari i mesureu la resistència total, R, sense fonts d'alimentació.
5. El circuit equivalent és una font de corrent amb un corrent I en paral·lel amb una resistència R en paral·lel amb la càrrega.

En l'exemple, el corrent total Itotal ve donat per:
{\displaystyle I_{\mathrm {total} }={15\mathrm {V}  \over 2\,\mathrm {k} \Omega +1\,\mathrm {k} \Omega \|(1\,\mathrm {k} \Omega +1\,\mathrm {k} \Omega )}=5.625\mathrm {mA} }
El corrent que travessa la càrrega és aleshores:
{\displaystyle I={1\,\mathrm {k} \Omega +1\,\mathrm {k} \Omega  \over (1\,\mathrm {k} \Omega +1\,\mathrm {k} \Omega +1\,\mathrm {k} \Omega )}\cdot I_{\mathrm {total} }}
{\displaystyle =2/3\cdot 5.625\mathrm {mA} =3.75\mathrm {mA} }
I, mirant de nou al circuit, la resistència equivalent és:
{\displaystyle R=1\,\mathrm {k} \Omega +2\,\mathrm {k} \Omega \|(1\,\mathrm {k} \Omega +1\,\mathrm {k} \Omega )=2\,\mathrm {k} \Omega }
Per tant, el circuit equivalent és una font de corrent de 3.75 mA en paral·lel amb una resistència de 2 kΩ.

## Galeria

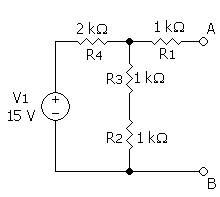
El circuit original
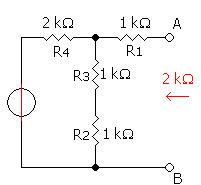
Càlcul de la resistència equivalent
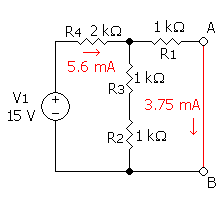
Càlcul del corrent d'eixida equivalent
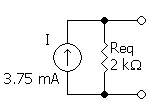
El circuit equivalent